# Municipio de Connersville
El municipio de Connersville (en inglés: Connersville Township) es un municipio ubicado en el condado de Fayette en el estado estadounidense de Indiana. En el año 2010 tenía una población de 12 282 habitantes y una densidad poblacional de 144,71 personas por km².

## Geografía
El municipio de Connersville se encuentra ubicado en las coordenadas 39°37′27″N 85°10′10″O / 39.62417, -85.16944. Según la Oficina del Censo de los Estados Unidos, el municipio tiene una superficie total de 84.87 km², de la cual 84,71 km² corresponden a tierra firme y (0,19 %) 0,16 km² es agua.

## Demografía
Según el censo de 2010, había 12 282 personas residiendo en el municipio de Connersville. La densidad de población era de 144,71 hab./km². De los 12 282 habitantes, el municipio de Connersville estaba compuesto por el 96,2 % blancos, el 1,73 % eran afroamericanos, el 0,11 % eran amerindios, el 0,4 % eran asiáticos, el 0,33 % eran de otras razas y el 1,22 % eran de una mezcla de razas. Del total de la población el 0,88 % eran hispanos o latinos de cualquier raza.